# Browns (Alabama)
Browns es una comunidad no incorporada en el condado de Dallas, Alabama. Browns anteriormente tenía un sitio incluido en el Registro Nacional de Lugares Históricos, laIglesia Episcopal de San Lucas, sin embargo la iglesia fue trasladada a Cahaba en 2006.